# Фрајласинг
Фрајласинг (њем. Freilassing) град је у њемачкој савезној држави Баварска. Једно је од 15 општинских средишта округа Берхтесгаденер Ланд. Према процјени из 2010. у граду је живјело 15.829 становника. Посједује регионалну шифру (AGS) 9172118, NUTS (DE215) и LOCODE (DE FRL) код.

## Географски и демографски подаци
Фрајласинг се налази у савезној држави Баварска у округу Берхтесгаденер Ланд. Град се налази на надморској висини од 423 метра. Површина општине износи 14,8 km². У самом граду је, према процјени из 2010. године, живјело 15.829 становника. Просјечна густина становништва износи 1.068 становника/km².